# Mühlheim am Inn
Mühlheim am Inn là một đô thị thuộc huyện Ried im Innkreis thuộc bang Oberösterreich, Áo. Đô thị Mühlheim am Inn có diện tích 11 km², dân số thời điểm năm 2006 là 643 người.